# Tíhová síla
Tíhová síla je výslednice gravitační a setrvačné odstředivé síly.
Tíhová síla uděluje volně puštěnému tělesu ve vakuu tíhové zrychlení g. Tíhovou sílu lze pak vypočítat jako:
{\displaystyle F_{G}=m\cdot g}
Prostor při povrchu Země, v němž se projevují účinky tíhové síly, nazýváme tíhové pole. Jedná se v podstatě o silové pole tvořené gravitačním polem Země a působením setrvačných odstředivých sil v důsledku rotace Země.
Protože se velikost setrvačné síly mění se zeměpisnou šířkou, mění se současně se zeměpisnou šířkou daného místa rovněž velikost tíhové síly.
Se změnami velikosti tíhové síly v závislosti na zeměpisné šířce se pak mění i velikost tíhového zrychlení. Při hladině moře v oblasti rovníku je přibližně 9,78 m·s−2, v oblasti zeměpisných pólu 9,83 m·s−2.
U těles, která leží na podložce nebo jsou zavěšená za závěs, vyvolává tíhová síla FG tzv. tíhu G. Tíha se projevuje jako tlaková síla, kterou působí těleso na nehybnou vodorovnou podložku, nebo jako tahová síla, kterou působí těleso na nehybný svislý závěs. Reakcí tíhy je tzv. normálová síla, která brání průchodu tělesa podložkou.
V některých jazycích termín tíha neexistuje (např. v angličtině existuje název pouze pro tíhovou sílu weight a tíha zde vlastní označení nemá).
Tíhová síla nezahrnuje další síly, které na těleso působí, jako je v případě Země působení gravitace Měsíce nebo síla popsaná Archimédovým zákonem.
Značka: FG
Jednotka SI: newton, N
Další jednotky: viz Síla